# 아스파흐

시 문장

아스파흐(독일어: Aspach)는 독일 바덴뷔르템베르크주에 위치한 도시로 면적은 35.46km2, 높이는 295m, 인구는 8,035명(2015년 12월 31일 기준), 인구 밀도는 230명/km2이다.